# Wojciech Drożdż
Wojciech Drożdż (ur. 5 lutego 1975 w Strzelnie na Kujawach) – dr habilitowany nauk ekonomicznych w zakresie zarządzania i ekonomiki energetyki, logistyki międzynarodowej oraz międzynarodowych stosunków gospodarczych, samorządowiec, manager.

## Życiorys

### Wykształcenie
Absolwent I Liceum Ogólnokształcącego im. Marii Skłodowskiej-Curie w Szczecinie, Wydziału Nauk Ekonomicznych i Zarządzania Uniwersytetu Szczecińskiego, Wydziału Zarządzania Akademii Ekonomicznej w Poznaniu oraz Centrum Studiów Latynoamerykańskich Uniwersytetu Warszawskiego.

### Działalność naukowa
Pracę naukowo-dydaktyczną rozpoczął w 2001 na Uniwersytecie Szczecińskim. Jest wychowankiem prof. dr hab. Elżbiety Gołembskiej z Uniwersytetu Ekonomicznego w Poznaniu, pod kierunkiem której uzyskał w 2004 roku stopień naukowy doktora nauk ekonomicznych z zakresu logistyki i międzynarodowych stosunków gospodarczych. Na macierzystym wydziale w 2014 uzyskał stopień naukowy doktora habilitowanego, na podstawie monografii: „Infrastruktura transportu przesyłowego jako element polityki bezpieczeństwa energetycznego Unii Europejskiej i Polski”. Od 2015 Profesor nadzwyczajny na Wydziale Zarządzania i Ekonomiki Usług US, kierownik Katedry Gospodarki Światowej i Transportu Morskiego w latach 2014–2018, a następnie Kierownik Katedry Logistyki od 2018 roku.
Autor i współautor ponad 150 publikacji naukowych z zakresu logistyki, ekonomiki transportu (w tym elektromobilności), zarządzania w energetyce, bezpieczeństwa energetycznego oraz licznych ekspertyz i dokumentów strategicznych dla podmiotów gospodarczych z sektora energetycznego i TSL. W 2014 uzyskał nagrodę specjalną Ministra Gospodarki za najlepszą pracę habilitacyjną z zakresu energetyki. Wypromował 9 doktorów nauk ekonomicznych i około 150 magistrów.
Jest członkiem Komitetu Sterującego programu INNOSHIP w NCBiR oraz członkiem Rady Naukowej Instytutu Energetyki w Warszawie.
W 2020 otrzymał nagrodę Nobla Zachodniopomorskiego za wybitne osiągnięcia w naukach ekonomicznych.

### Kariera zawodowa
Pracę zawodową rozpoczął w 1999 w Biurze Rozwoju Regionalnego Rządowego Centrum Studiów Strategicznych. Od maja 2007 był dyrektorem Wydziału Infrastruktury i Transportu Urzędu Marszałkowskiego województwa zachodniopomorskiego w Szczecinie, a od kwietnia 2008 członkiem zarządu województwa zachodniopomorskiego. W kolejnej kadencji samorządu wojewódzkiego (2010–2014) pełnił funkcję wicemarszałka województwa zachodniopomorskiego, będąc odpowiedzialnym za infrastrukturę i regionalny transport, energetykę, kulturę i dziedzictwo narodowe.
Od 2015 do 2022 związany był z Grupą Kapitałową Enea. Funkcję w zarządzie Enea Operator Sp. z o.o. przestał pełnić po wygaśnięciu kadencji w lipcu 2022.
Jest członkiem Polskiego Towarzystwa Geopolitycznego, pełniąc funkcję przewodniczącego szczecińskiego oddziału, a także członkiem Stowarzyszenia na rzecz Gospodarki Energetycznej Polski (PAEE) oraz International Association for Energy Economics (IAEE).

## Życie prywatne
Jest mężem Joanny Tylkowskiej-Drożdż – primadonny szczecińskiej Opery na Zamku i profesor w Katedrze Wokalistyki Akademii Sztuki w Szczecinie.